# Louis B. Mayer
Louis Burt Mayer, izvorno Lazar Meir (Minsk, 4. srpnja 1882. – Los Angeles, 29. listopada 1957.) - američki poduzetnik židovskog porijekla, distributer i producent, suosnivač i dopredsjednik filmskoga studija Metro-Goldwyn-Mayer (MGM). 
Rođen je u židovskoj obitelji u Minsku u Bjelorusiji. Obitelj je emigrirala u SAD pa u Kanadu, dok je još bio dijete. U SAD-u je završio osnovnu školu, a zatim, kao i njegov otac, radio je na recikliranju staroga željeza. Godine 1907. kupio je kino, a 1915. već posjeduje mrežu kina "Louis B. Mayer Pictures Corporation".
Godine 1924., zajedno sa Samuelom Goldwynom i Marcusom Loewom osniva filmski studio "Metro-Goldwyn-Mayer", a 1927. bio je jedan od osnivača Američke filmske akademije, koja dodjeljuje Oscare.
U njegovo vrijeme, MGM je bio financijski najuspješniji filmski studio na svijetu, koji je proizveo mnoge uspješne filmove ("Zameo ih vjetar", "Čarobnjak iz Oza", "Ninočka", "Lesi se vraća kući" i dr. ) i promovirao mnogo filmskih zvijezda kao što su: Greta Garbo, Clark Gable, Spencer Tracy, Katharine Hepburn, Lon Chaney, Joan Crawford, Jean Harlow, Judy Garland i mnogi dr.
U 30.-im i 40.-im godinama 20. stoljeća, bio je jedan od najbogatijih Amerikanaca. Dobio je otkaz u MGM-u nakon sukoba s Doreom Scharyom.